# Ковбич Василій
Васи́лій Ко́вбич (порт. Basílio Koubetch; нар. 30 серпня 1960, Умуарама, штат Парана, Бразилія) ― колишній священник Української греко-католицької церкви і Василіянського Чину, душпастир, місіонер, протоархимандрит Василіянського Чину святого Йосафата (2004—2012). У 2022 році залишив Василіянський Чин.

## Життєпис
Народився в Бразилії у сім'ї Івана Ковбича та Антонії з роду Кампана (мати італійського походження). Четверо з восьми дітей подружжя Ковбичів присвятили себе служінню Богові в монашому стані: Василій і Володимир у Василіянському Чині Святого Йосафата, Адріяна в Чині Сестер Святого Василія Великого, а Вероніка в Згромадженні Сестер Служебниць Непорочної Діви Марії.
В 1970—1977 Василій навчався в початковій школі в Ронкадор та василіянській Малій семінарії св. Йосифа в Прудентополіс. 17 лютого 1978 року вступив на новіціят до Василіянського Чину в Іваї. 7 лютого 1980 року завершив новіціяцьку формацію, склавши перші тимчасові монаші обіти. В 1980—1984 роках проходив перед-університетські студії у Василіянському інституті в Куритибі, а 1984—1986 ― вивчав філософію у домі студій в Куритибі (Бател). Богослов'я студіював у Папському Григоріанському університеті в Римі (1986—1989), після чого продовжив спеціалізацію зі східних богословських наук та церковної історії в Папському східному інституті (1990—1992).
1 січня 1988 року склав вічні обіти у Василіянському Чині, а 1 січня 1990 в Римі архієпископ Мирослав Марусин висвятив його на диякона. Священниче рукоположення отримав з рук Папи Івана Павла II в базиліці Святого Петра 10 січня 1990 року.
Після висвячення о. Василій був задіяний у різних учительських та адміністративних обов'язках в Чині: в 1990—1991 диригував хором василіян-студентів у Римі, навчав співу братів у Глен-Кові (США), в 1999—2004 був секретарем провінції Святого Йосифа в Бразилії, членом конституційної комісії ЧСВВ та директором єпархіальної літургійної комісії.
Після встановлення дипломатичних зв'язків Апостольського Престолу й України, о. Василь був покликаний до праці в Нунціатурі як перекладач і секретар першого нунція архієпископа Антоніо Франко (1992—1995). В 1995—1998 роках ― Генеральний секретар Василіянського Чину.
Впродовж перших 14-ти років священства о. Василій Ковбич виконував також різні душпастирські служіння: влітку 1991 ― на парафії в Детройті (США); в 1995—1998 був капеланом сестер Служебниць в Римі; 1999—2004 ― духівник жіночого Згромадження Катехиток Святої Анни, світського Інституту катехиток Серця Христового та в єпархіальній духовній семінарії. Упродовж цього часу давав духовні конференції та місії.
11 лютого 2004 року о. Василій був обраний на уряд протоігумена Бразильської провінції оо. Василіян і як протоігумен брав участь в Генеральній капітулі Чину, яка відбувалась в липні того ж року в Римі.
5 липня 2004 року обраний протоархимандритом Василіянського Чину святого Йосафата і виконував це служіння протягом восьми років (до 10 липня 2012). Після завершення каденції повернувся до своєї провінції в Бразилії до монастиря в Куритибі, де виконував служіння парафіяльного сотрудника, духівника монастиря та Інституту катехиток Пресвятого Серця Христового, помічника в канцелярії архієпархії св. Івана Хрестителя, а потім канцлера і архівіста. З 2018 до 2021 року перебував у ексклявстрації, а в 2022 році залишив Василіянський Чин.